# Chiesa di Sant'Ambrogio (Porto Ceresio)
La chiesa di Sant'Ambrogio è la parrocchiale di Porto Ceresio, in provincia di Varese e arcidiocesi di Milano; fa parte del decanato della Valceresio.

## Storia
Il primitivo nucleo della chiesa di Sant'Ambrogio, che si componeva di una sola navata, sorse nel XVII secolo; questo luogo di culto era originariamente filiale della chiesa di San Martino di Besano, dalla quale si affrancò nel 1722, dopo lunghi contrasti con i fedeli besanesi, tramite l'erezione a parrocchia autonoma.
Dalla relazione della visita del 1751 dell'arcivescovo di Milano Giuseppe Pozzobonelli si apprende che a servizio della cura d'anime vi era unicamente il parroco, che la parrocchiale aveva come filiale l'oratorio di San Giuseppe e che il numero dei fedeli era pari a 220; questi ultimi risultavano saliti a 290 in occasione del censimento arcidiocesano effettuato tra il 1779 e il 1780.
Negli anni novanta dell'Ottocento l'arcivescovo Andrea Carlo Ferrari, durante la sua visita pastorale, trovò che i fedeli ammontavano a 750 e che nella parrocchiale, da cui dipendevano gli oratori di Sant'Antonio e San Giuseppe, avevano sede la Pia unione di San Luigi Gonzaga, la confraternita del Santissimo Sacramento e il consorzio delle donne, intitolato al Sacratissimo Cuore di Maria.
Nel 1897, grazie all'interessamento dell'allora parroco don Emilio Crugnola, la chiesa fu interessata da un ampliamento che previde la costruzione delle due navate laterali e del campanile, poi portato a compimento nel 1911.
La facciata venne riedificata nel 1925 in stile eclettico; nel 1952 si procedette all'acquisto di un appezzamento di terreno in vista di un nuovo ampliamento della parrocchiale, poi eseguito nel 1961 con l'aggiunta delle cappelle laterali e della sagrestia e inaugurato il 3 settembre del medesimo anno, giorno in cui l'arcivescovo Giovanni Battista Montini celebrò la benedizione della chiesa.
Tra il 1971 e il 1972, in seguito alla riorganizzazione territoriale dell'arcidiocesi voluta dall'arcivescovo Giovanni Colombo, la parrocchia confluì nel decanato di Arcisate, nato dalla trasformazione del precedente omonimo vicariato e ridenominato nel 1979 decanato della Valceresio.
Intorno al 2000 si procedette all'esecuzione dell'adeguamento liturgico secondo le norme postconciliari mediante l'aggiunta dell'ambone e dell'altare rivolto verso l'assemblea.

## Descrizione

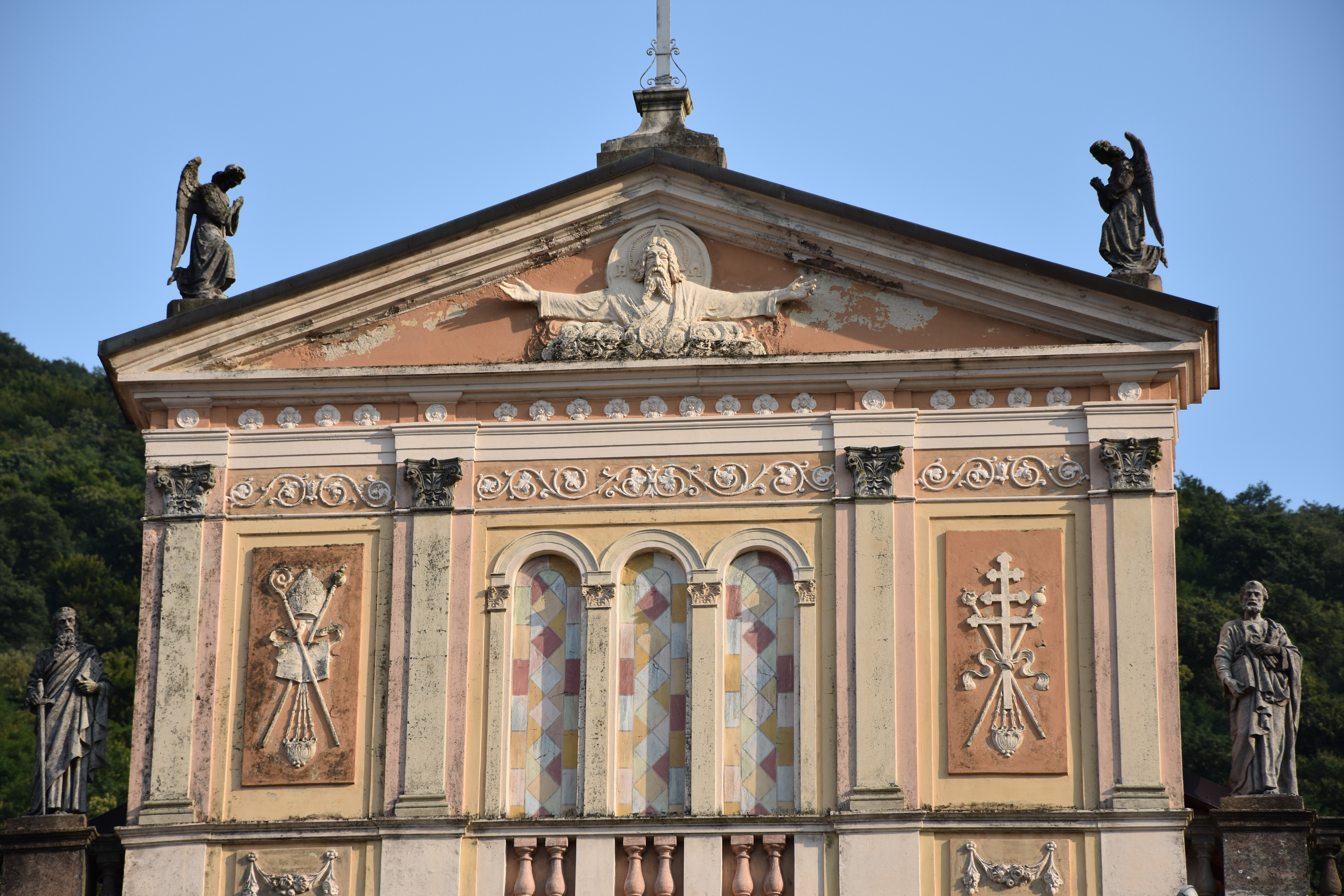
Dettaglio della facciata

### Esterno
La facciata a salienti della chiesa, rivolta a nordovest e abbellita da statue, è suddivisa da una cornice marcapiano aggettante in due registri, entrambi scanditi da lesene: quello inferiore, più largo, presenta centralmente il portale maggiore, sovrastato da una finestrella trilobata murata e affiancato da due nicchie con statue, e ai lati i due ingressi secondari, sormontati da rilievi e da oculi, mentre l'ordine superiore è caratterizzato da una triplice finestra oppilata e coronato dal timpano triangolare.
Annesso alla parrocchiale è il campanile a base quadrata, la cui cella presenta su ogni lato una monofora a tutto sesto ed è coronata da una balaustra.

### Interno
L'interno dell'edificio è suddiviso in tre navate da pilastri, sorreggenti degli archi a tutto sesto e abbelliti da lesene scanalate e binate con capitelli corinzi sopra i quali corre la cornice modanata e aggettante su cui si impostano le volte a botte; al termine dell'aula si sviluppa il presbiterio, rialzato di alcuni gradini, delimitato da balaustre e chiuso dall'abside di forma semicircolare, dotata di un ambulacro.